# Засоби ППО

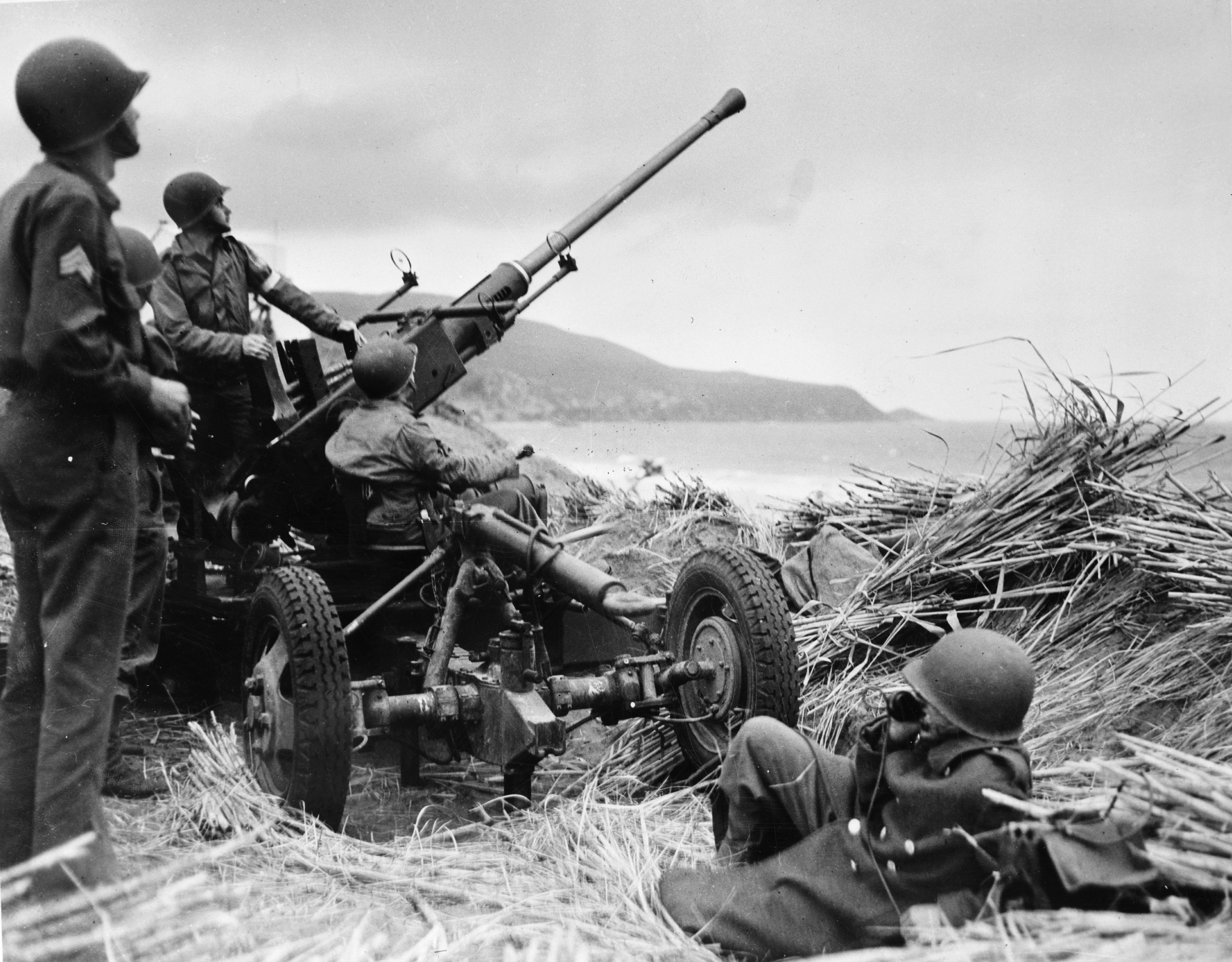
Американські зенітники біля зенітної гармати Бофорс. 1943. Алжир

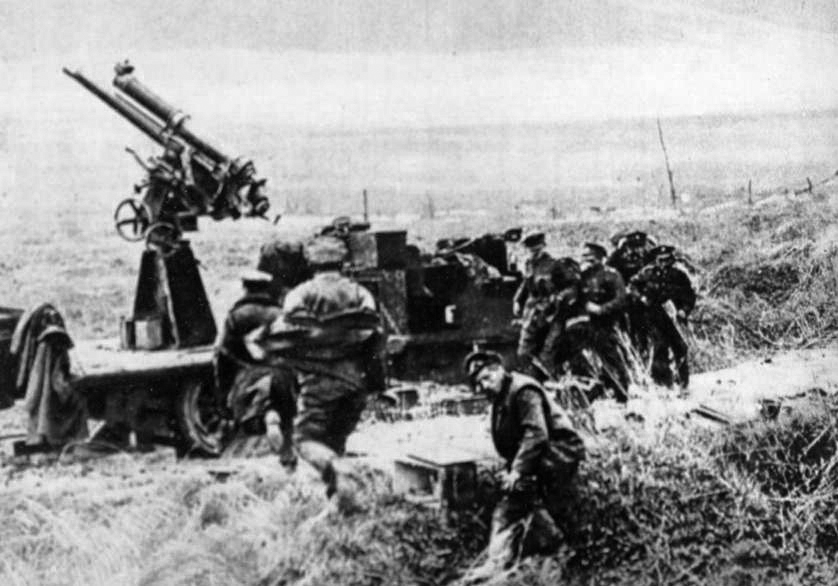
Обслуга канадської зенітної гармати QF 13-pounder 9 cwt. 1918

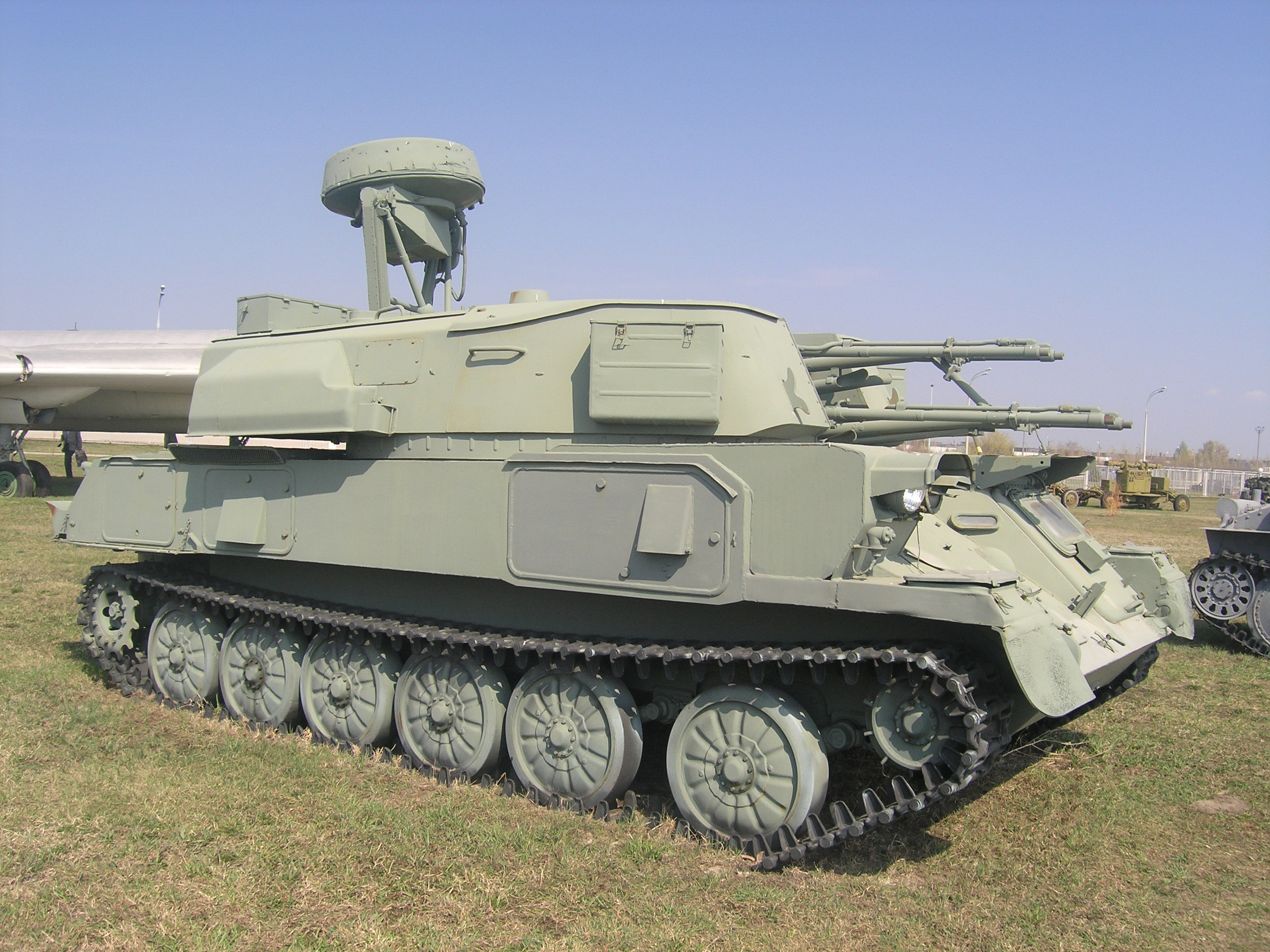
Зенітна самохідна установка ЗСУ-23-4 «Шилка».

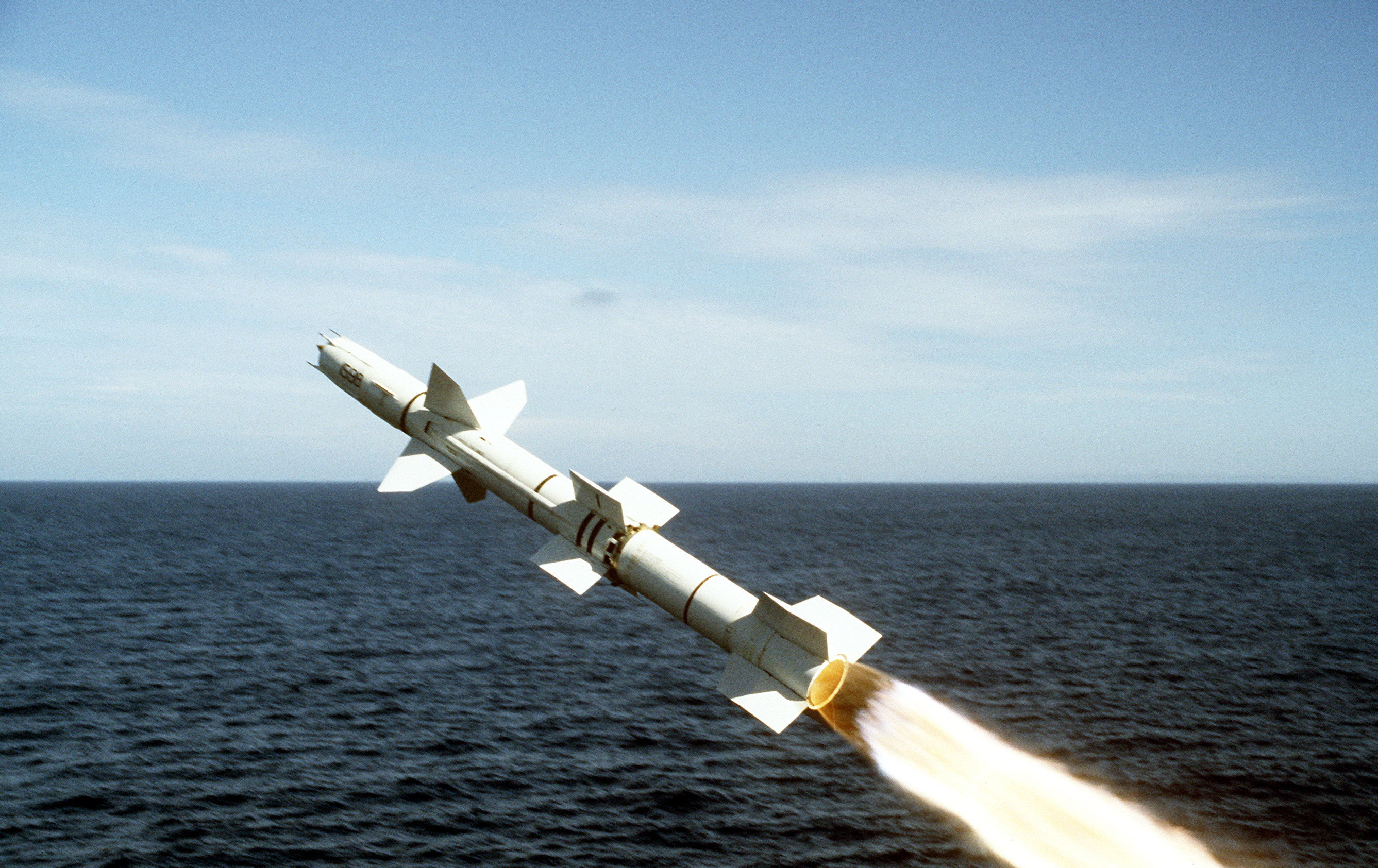
Зенітна ракета RIM-8 Talos, запущена з крейсера «Оклахома-Сіті»

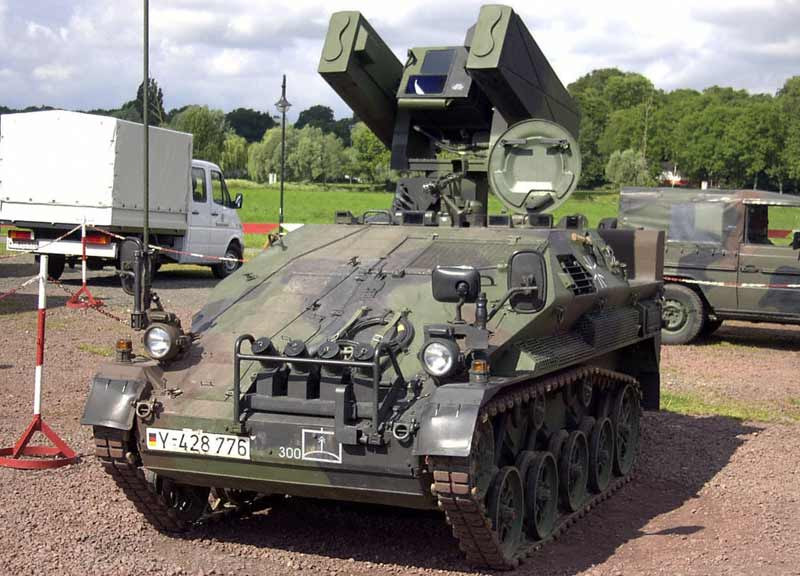
Модифікація БМД «Візель-2» — бойова машина ППО «Оцелот» — зенітний ракетний комплекс. Німеччина

Винищувачі-перехоплювачі Су-27 під час параду Незалежності. Україна. 2009.

За́соби протипові́тряної оборо́ни — сукупність технічних засобів, що беруть участь у веденні бойових дій з відбиття нападу повітряного противника (знищенню літаків, вертольотів, безпілотних літальних апаратів, крилатих ракет і інших засобів), прикриттю угрупувань своїх військ і об'єктів тилу від ударів з повітря, ведення боротьби з його повітряними десантами і аеромобільними військами; заборони противникові ведення повітряної розвідки, а також сприяння завоюванню та утриманню панування в повітрі.

## За типом

### Засоби ураження
- Авіаційна гармата
- Зенітна артилерія
  - Зенітно-артилерійський комплекс (ЗА)
  - Зенітна гармата
  - Зенітна самохідна установка (ЗСУ)
  - C-RAM
- Зенітна ракета
  - Зенітний ракетний комплекс
  - Зенітний ракетно-гарматний комплекс
  - Переносний зенітний ракетний комплекс
- Зенітний кулемет
- Лазерна зброя
- Ракета «повітря — повітря»
- Радіоелектронна боротьба
  - Протидронова рушниця
- Дрон-перехоплювач

### Спеціалізована техніка
- Винищувач
- Крейсер ППО

## За дальністю та висотою
На початку XXI століття з'єднання, військові частини і підрозділи військ ППО Сухопутних військ оснащені різними по досяжності, канальності і способах наведення ракет зенітними ракетними, зенітними артилерійськими, зенітними гарматно-ракетними комплексами (системами) і переносними зенітними ракетними комплексами, які здатні протидіяти літальним апаратам противника, та уражати цілі на різних висотах:
За висотою цілі поділяються на:
- Від 12000 до 30000 м (в стратосфері);
- Від 4000 до 12000 м (великих);
- Від 1000 до 4000 м (середніх);
- Від 200 до 1000 м (малих);

- Від 0 до 200 м (гранично малих).

За дальності ураження повітряних цілей засоби протиповітряної оборони поділяються на:
- понад 100 км — дальньої дії;
- до 100 км — середньої дальності;
- до 30 км — малої дальності;
- до 10 км — ближньої дії.

Засоби ППО діють спільно з засобами радіотехнічної розвідки, радіотехнічні війська цілодобово слідкують за повітряним простором і дають цілевказання на засоби ППО. 